# مگانژ
مگانژ (به فرانسوی: Mégange) یک کمون در فرانسه است که در Canton of Boulay-Moselle واقع شده‌است.

## خصوصیات
مگانژ ۴٫۹۶ کیلومترمربع مساحت و ۱۵۴ نفر جمعیت دارد و ۲۰۰ متر بالاتر از سطح دریا واقع شده‌است.